# Quartier-Echo
Das Quartier-Echo war eine Zürcher Quartierzeitung für die Quartiere Albisrieden, Altstetten, Aussersihl, Grünau, Industriequartier und Wiedikon. 
Sie erschien jeden zweiten Donnerstag und wurde in einer Auflage von 74'649 Exemplaren an alle Haushalte der Stadtkreise 3, 4, 5 und 9 verteilt. Herausgegeben wurde die Zeitung von der Echo Verlags AG. Diese wurde 1993 gegründet und gehört vollständig den drei Mitherausgebern Elio Camponovo, Charley Fritzsche und Erika Zurgilgen, die auch an der Publikation des Quartier-Echos mitarbeiteten. Die Redaktion betreute Margaretha Maria Hubler.

## Geschichte
1936 erschien im Kreis 4 das von Alois Gasser, Drucker in Aussersihl, herausgegebene Quartier-Blatt. Dieses wurde ab 1967 unter dem Namen Zürcher City publiziert und wuchs in der Folge zur Quartierzeitung für die Kreise 1, 3, 4, 5 und 9. 1993 wurde die Quartierzeitung in Quartier-Echo umbenannt.
Im Sommer 2007 übernahm die Echo Verlags AG von der Tagblatt der Stadt Zürich AG die in Zürich Nord erscheinende Quartierzeitung Die Vorstadt. Diese musste jedoch mangels Inseraten per Ende 2008 eingestellt werden.
Im Rahmen einer Nachfolgeregelung wurde die Zeitung im Januar 2017 von der Lokalinfo AG übernommen und als zweiter Bund in den bereits bestehenden Titel Zürich West integriert. Seither wird Zürich West einmal monatlich auch im ehemaligen Einzugsgebiet des Quartier-Echos, den Stadtkreisen 3, 4, 5 und 9 als Grossauflage verteilt.